# 丸山小百合
丸山 小百合（まるやま さゆり、1975年 - ）は、日本のカヌー選手。2005年に大学時代の同級生・遠藤俊介と結婚し、遠藤小百合（えんどうさゆり）となった。
アトランタオリンピック(1996)、シドニーオリンピック(2000)に2大会連続出場。アトランタでは、日本女子として初めて準決勝へ進出。
兵庫県出身。兵庫県カヌー協会会長

## 略歴
兵庫県立神戸高等学校～筑波大学～兵庫県立神戸甲北高等学校教員～兵庫県立芦屋高等学校教員